# Talbot County, Georgia
Talbot County är ett administrativt område i delstaten Georgia, USA, med 6 865 invånare (2010). Den administrativa huvudorten (county seat) är Talbotton. 

## Geografi
Enligt United States Census Bureau så har countyt en total area på 1 022 km². 1 018 km² av den arean är land och 4 km² är vatten.

### Angränsande countyn
- Upson County, Georgia - nordost
- Taylor County, Georgia - sydost
- Marion County, Georgia - syd
- Muscogee County, Georgia - sydväst
- Chattahoochee County, Georgia - sydväst
- Harris County, Georgia - väst
- Meriwether County, Georgia - nordväst